# Backbeat
Backbeat er en britisk-tysk dramafilm fra 1994, der handler om Stuart Sutcliffe, The Beatles første bassist, og gruppens tidlige musikalske karriere i Hamburg med sex, drugs and rock'n'roll. Den er instrueret af Iain Softly og har Stephen Dorff og Sheryl Lee i hovedrollerne.

## Medvirkende
| Skuespiller    | Rolle            |
| -------------- | ---------------- |
| Stephen Dorff  | Stuart Sutcliffe |
| Sheryl Lee     | Astrid Kirchherr |
| Ian Hart       | John Lennon      |
| Gary Bakewell  | Paul McCartney   |
| Chris O'Neill  | George Harrison  |
| Paul Duckworth | Ringo Starr      |
| Scot Williams  | Pete Best        |
| Kai Wiesinger  | Klaus Voorman    |
| Jennifer Ehle  | Cynthia Powell   |
| Wolf Kahler    | Bert Kaempfert   |
| James Doherty  | Tony Sheridan    |